# Adam Brzozowski (prawnik)
Adam Brzozowski – polski prawnik, profesor nauk prawnych, specjalista w zakresie prawa cywilnego porównawczego, nauczyciel akademicki na Wydziale Prawa i Administracji Uniwersytetu Warszawskiego.

## Życiorys
W 1993 uzyskał na Wydziale Prawa i Administracji UW stopień doktora habilitowanego nauk prawnych w zakresie prawa na podstawie dorobku naukowego oraz monografii pt. Wpływ zmiany okoliczności na zobowiązania w prawie polskim (na tle prawa niektórych państw obcych).
W 2016 prezydent RP nadał mu tytuł naukowy profesora nauk prawnych.
Pełnił funkcję dyrektora Instytutu Prawa Cywilnego WPiA UW. Obecnie jest przewodniczącym rady naukowej tego instytutu.
Był profesorem w Katedrze Prawa Handlowego Wydziału Prawa Kanonicznego Uniwersytetu Kardynała Stefana Wyszyńskiego w Warszawie i jej kierownikiem. Pracował także jako profesor w Wyższej Szkole Administracji Publicznej w Ostrołęce.

## Wybrane publikacje
- Konsumencka umowa o dzieło (w świetle art. 627¹ Kodeksu cywilnego), Warszawa: Wydawnictwo C. H. Beck, 2013.
- Odpowiedzialność przyjmującego zamówienie za wady dzieła, Warszawa: Wydawnictwo Prawnicze, 1986.
- Prawo cywilne. Część ogólna, Warszawa: LexisNexis Polska, 2010, 2013.
- Prawo rzeczowe. Zarys wykładu, Warszawa: LexisNexis Polska, 2012.
- Wpływ zmiany okoliczności na zobowiązania: klauzula rebus sic stantibus, Warszawa: Wydawnictwo C. H. Beck, 2014.
- Wpływ zmiany okoliczności na zobowiązania w prawie polskim (na tle prawa niektórych państw obcych), Warszawa: UW, 1992[4].